# Avram Grant
Avram Grant, narozen jako Avraham Granat (* 6. května 1955) je izraelský fotbalový trenér.
Do roku 2002 trénoval postupně izraelské celky Hapoel Petah Tikva FC, Maccabi Tel Aviv FC a Maccabi Haifa FC.
Následně usedl na lavičku izraelské fotbalové reprezentace, kde působil čtyři roky. Jeho další kroky vedly na Britské ostrovy. Zde nastoupil do funkce technického ředitele Portsmouth FC. V září roku 2007 se stal po José Mourinhovi hlavním trenérem Chelsea FC. Během angažmá však s ambiciózním celkem na trofeje nedosáhl, když obsadil 2. místo v Lize mistrů UEFA 2007/08, Football League Cupu a Premier League, proto s ním klub po sezoně 2007/08 ukončil spolupráci. Nástupcem Granta se stal Luiz Felipe Scolari. Poté trénoval Portsmouth FC, s nímž v roce 2009 postoupil do finále FA Cupu, kde prohrál 0:1 s Chelsea. Od podzimu 2010 působil ve West Hamu United. V polovině května byl ale propuštěn, protože s ním sestoupil do League Championship. V lednu 2012 se stěhoval do Srbska, když se jeho novým zaměstnavatelem stal Partizan Bělehrad. Jeho angažmá však nemělo dlouhého trvání, v květnu téhož roku na svou pozici rezignoval. Od roku 2014 vede ghanskou fotbalovou reprezentaci, na Africkém poháru národů 2015 dovedl své svěřence ke stříbrným medailím.